# مستصفرة مرجية
مستصفرة مرجية أو مستصفرة الخردل المرجي (الاسم العلمي: Xanthomonas campestris) هي نوع من البكتيريا يتبع جنس المستصفرة من الفصيلة المستصفرية.